# Romancecar

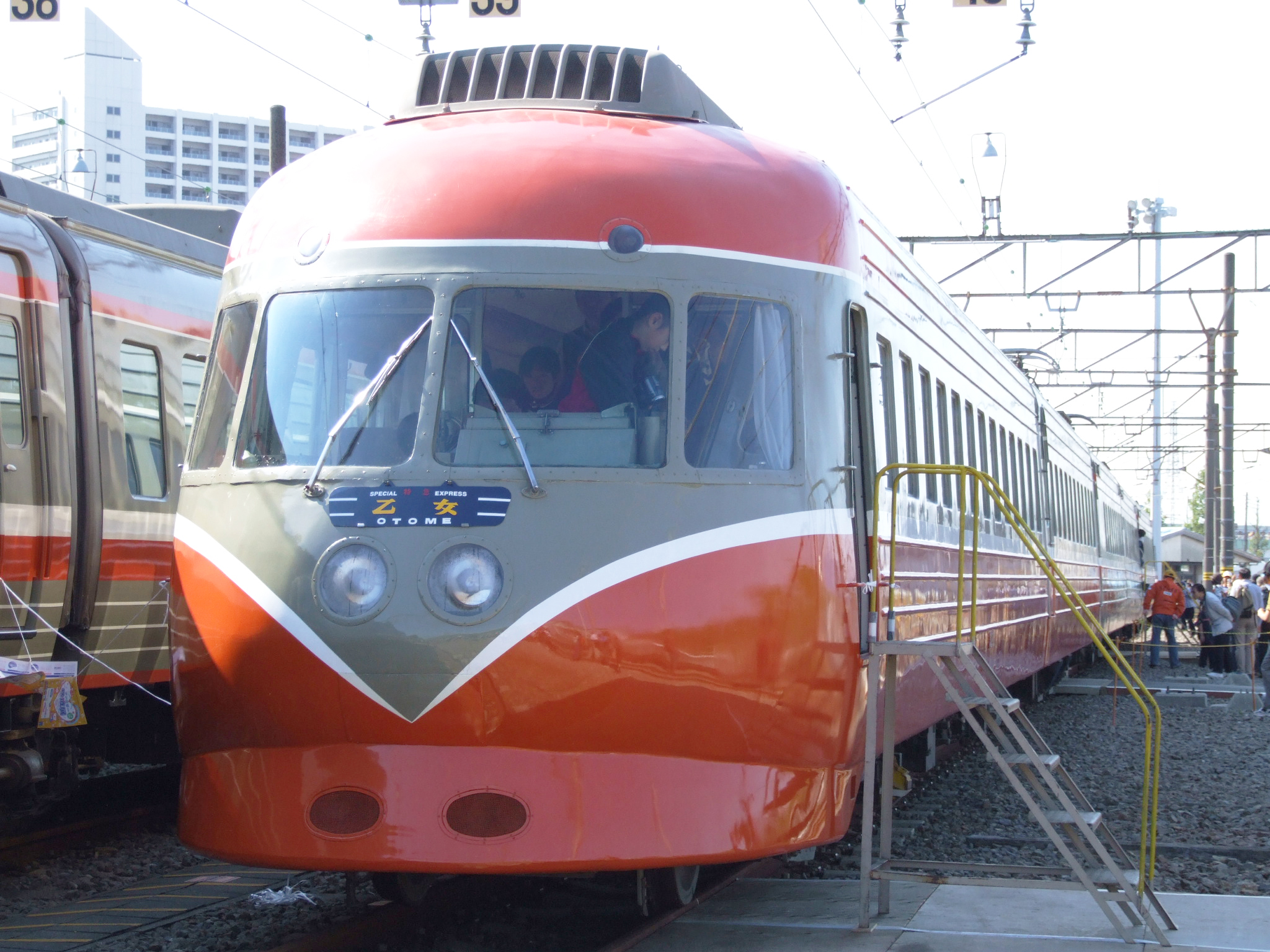
Der erste Romancecar, die 1957 weltrekordhaltende Baureihe 3000 SE

Romancecar (ロマンスカー Romansukā) ist der Name der Odakyu Electric Railway für ihre luxuriösen Limited-Express-Touristendienste südwestlich von Tokio zu Resorts wie Hakone und Gotemba (Fuji), sowie Stränden wie Odawara und Enoshima. Als der Dienst 1957 mit dem Zugset der Baureihe 3000 SE aufgenommen wurde, stellte er den Weltgeschwindigkeitsrekord von 145 km/h für einen Schmalspurzug auf. Dieser Rekord gab den Anstoß für das Design des ersten Shinkansen, der Baureihe 0. Der 50. Jahrestag des Weltrekords des Romancecar wurde am 28. September 2007 gefeiert. Einige der neuesten Modelle verfügen über regeneratives Bremsen.

## Namensursprung
Der Name stammt von Romance Seats, Zweier-Sitzen ohne trennende Armlehnen, als Einzelsitze noch die Norm waren. Einige Romancecars sind mit Standardsitzen mit Armlehnen ausgestattet. Andere Eisenbahngesellschaften verwendeten ebenfalls Romance Cars oder Romance Seats (ein japanisches Kofferwort für „Liebessitz“) für ihre speziellen Personenzüge, aber Odakyu besitzt das Warenzeichen für den Begriff Romancecar.

## Dienst

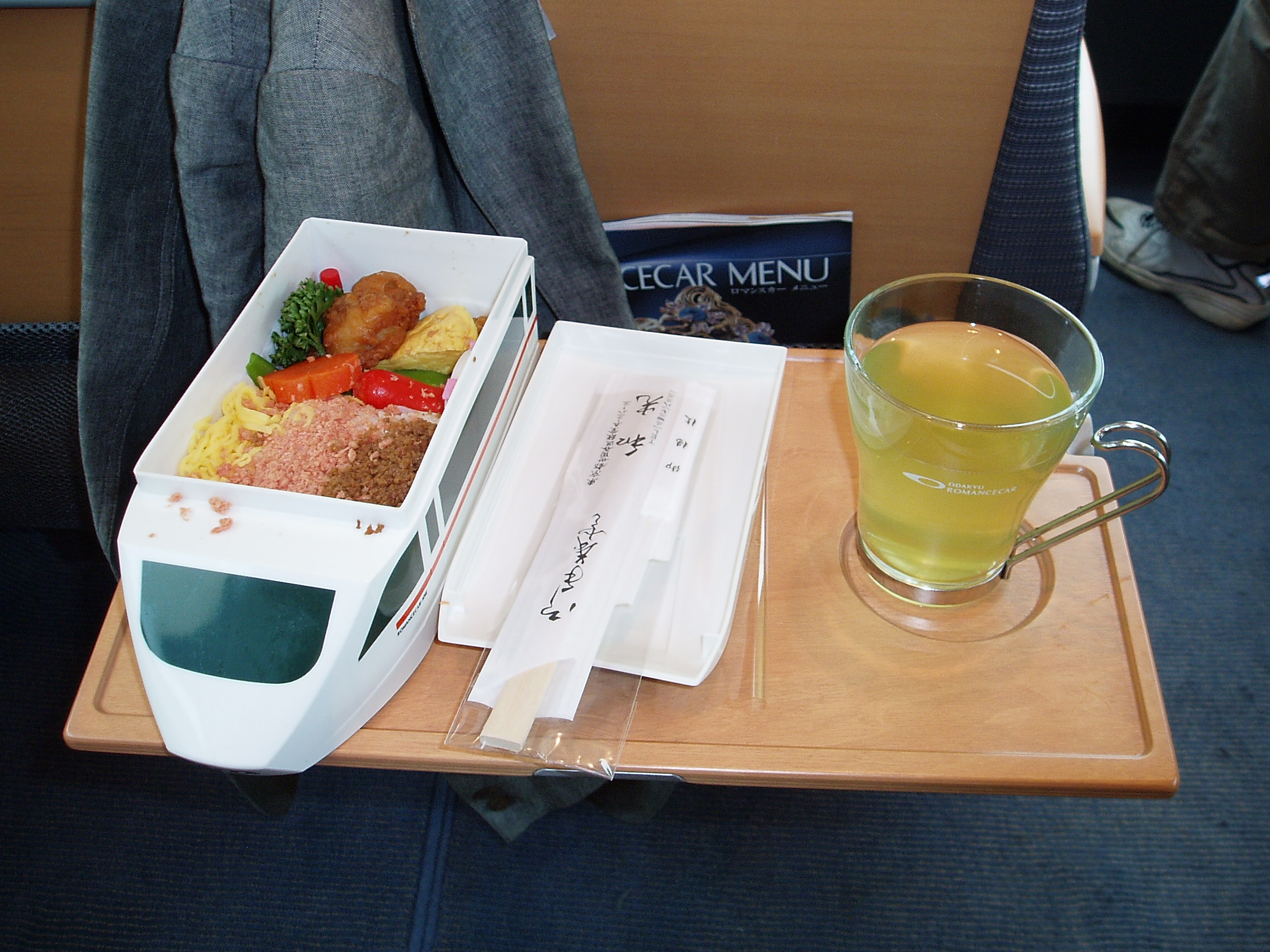
Ekiben-Mahlzeit in Modellbahnform an Bord eines VSE-Zuges

Odakyu betreibt derzeit die folgenden Romancecar-Dienste:
- Hakone und Super Hakone zwischen Shinjuku und Hakone-Yumoto (auf der Hakone-Tozan-Linie, Endstation für den Besuch der Berge und heißen Quellen von Hakone)
- Metro Hakone zwischen Hakone-Yumoto und Kita-Senju (im Nordosten Tokios) (direkter Durchgangsdienst zur Chiyoda-Linie der Tokyoter U-Bahn von Yoyogi-Uehara)
- Enoshima zwischen Shinjuku und Katase-Enoshima (in Fujisawa (Kanagawa))
- Metro Enoshima zwischen Katase-Enoshima und Kita-Senju (direkter Durchgangsdienst zur Chiyoda-Linie der Tokyoter U-Bahn von Yoyogi-Uehara)
- Mt. Fuji zwischen Shinjuku und Gotemba auf der JR Central Gotemba-Linie
- Sagami zwischen Shinjuku und Odawara (in Odawara (Kanagawa))
- Morning Way Züge aus Odawara, Katase-Enoshima nach Shinjuku bis 9:30 Uhr
- Metro Morning Way Züge aus Hon-Atsugi nach Kita-Senju (auf der Tokyo Metro Chiyoda Linie)
- Home Way Züge von Shinjuku nach Hakone-Yumoto, Katase-Enoshima nach 18 Uhr
- Metro Home Way Züge von Kita-Senju (auf der Tokyo Metro Chiyoda Linie) nach Hon-Atsugi

Diese sind als Tokkyū (Limited Express)-Dienste klassifiziert, für die Limited Express-Tickets und Sitzplatzreservierungen erforderlich sind. Bentō-Mahlzeiten sind im Zug erhältlich.

## Entwicklung der Zuggarnituren
- Odakyū-Baureihe 3000 SE: Diese bahnbrechenden Schnellzüge wurden 1957 eingeführt und bis 1968 allgemein verwendet; einer war bis 1991 im Einsatz. Sie stellten im September 1957 den Weltgeschwindigkeitsrekord für Schmalspurbahnen mit 145 km/h auf und waren Vorlage für den weltweit ersten Hochgeschwindigkeitszug, den Shinkansen. Sie erhielten später Japans Blue Ribbon Design Award. Die 8-Wagen-Züge boten Platz für 354 Personen.
- Odakyū-Baureihe 3100 NSE: Eine größere, verbesserte Version der Baureihe 3000, die von 1963 bis 1999 eingesetzt wurde. Die Baureihe 3100 war der längste Romancecar im regulären Einsatz und verlieh ihm sein markantes Aussehen. Das Nagoya-Railroad-Kanzelwagen-Design basierte auf der Baureihe 3100. Der 11-Wagen-Zug bot Platz für 464 Personen und hatte eine maximale Entwurfsgeschwindigkeit von 170 km/h.
- Odakyū-Baureihe 7000 LSE: Ab 1980 im Einsatz, bietet sie einen 180-Grad-Frontblick auf die Landschaft. Sie bietet Platz für 464 Personen in 11 Wagen – identisch mit der Baureihe 3100. Sie wurde von Kawasaki Heavy Industries hergestellt. Die beiden verbleibenden Sets wurden am 10. Juli 2018 aus dem regulären Dienst genommen und sollen bis zum Ende des Geschäftsjahres saisonal betrieben werden.
- Odakyū-Baureihe 10000 HiSE: Eingeführt 1988, ähnlich wie ihr Vorgänger, die Baureihe 7000 LSE, sind diese beiden Typen eng miteinander verwandt und waren einst die Spitzenklasse des Romancecar-Dienstes, aber mit größeren Sitzen als die Baureihe 7000. Wie die LSE und VSE ist das Fahrerabteil erhöht, sodass die Passagiere vorne im Zug eine ungehinderte 180-Grad-Sicht auf die Landschaft haben. Diese Züge werden für Hakone-Dienste verwendet, die dieselbe Strecke wie die VSE befahren, aber öfter halten; die Fahrt nach Hakone dauert etwa 90 Minuten. Kabinenpersonal ist für die Verpflegung an Bord verfügbar, außer abends. Die beiden verbleibenden Sets wurden am 16. März 2012 aus dem Dienst genommen.
- Odakyū-Baureihe 20000 RSE: Eingeführt 1992 und 2012 aus dem Dienst genommen, wurden diese Züge hauptsächlich für Asagiri-Dienste nach Gotemba verwendet, wo sie sich mit den sehr ähnlichen Baureihe 371 der JR Central abwechselten. Sie waren die einzigen Odakyu-Züge mit Erste-Klasse-Sitzgelegenheit in "Halb-Kabinen" auf dem Oberdeck zweier Doppeldeckerwagen in der Mitte jedes Zuges. Das Design war das erste der Serie, das von der traditionellen weinroten Farbe abwich und stattdessen babyblau verwendete.

- Odakyū-Baureihe 30000 EXE: Eingeführt 1996, betreiben diese derzeit die meisten Romancecar-Dienste. Die meisten sind mit Verkaufsautomaten ausgestattet, einige auch mit Kabinenpersonal. Die Optik ist kantig und metallisch-bronzefarben. Ab dem Geschäftsjahr 2016 wurden die Züge überholt; überarbeitete Züge tragen die Bezeichnung EXEα (Excellent Express Alpha).[2]

- Odakyū-Baureihe 50000 VSE: Eingeführt 2005, hat die weiße VSE das Fahrerabteil wie bei der HiSE erhöht. VSE-Züge wurden hauptsächlich für Super Hakone-Dienste verwendet und hatten Kabinenpersonal, das während der 80-minütigen Fahrt nach Hakone Essen, Getränke und an Bord gekaufte Waren an jeden Sitz brachte. Es gab auch zwei Wagen mit Cafébereichen, was der VSE den Ruf eines "fahrenden Cafés" (jap. Nihongo, 走る喫茶室) einbrachte. Die Kapazität beträgt 358 Personen.[3][4] Die beiden Sets wurden am 11. März 2022 aus dem regulären Betrieb genommen[5] und wurden am 10. Dezember 2023 vollständig ausgemustert.[6]

- Odakyu 60000er Serie MSE: Der erste Romancecar, der für Durchgangsdienste auf der Chiyoda-Linie der Tokyoter U-Bahn verwendet wurde. In Dienst gestellt im März 2008.

- Odakyu 70000er Serie GSE: Das neueste "Romancecar"-Modell mit einem erhöhten Fahrerabteil, ähnlich dem HiSE und VSE. In Dienst gestellt im März 2018.[7]

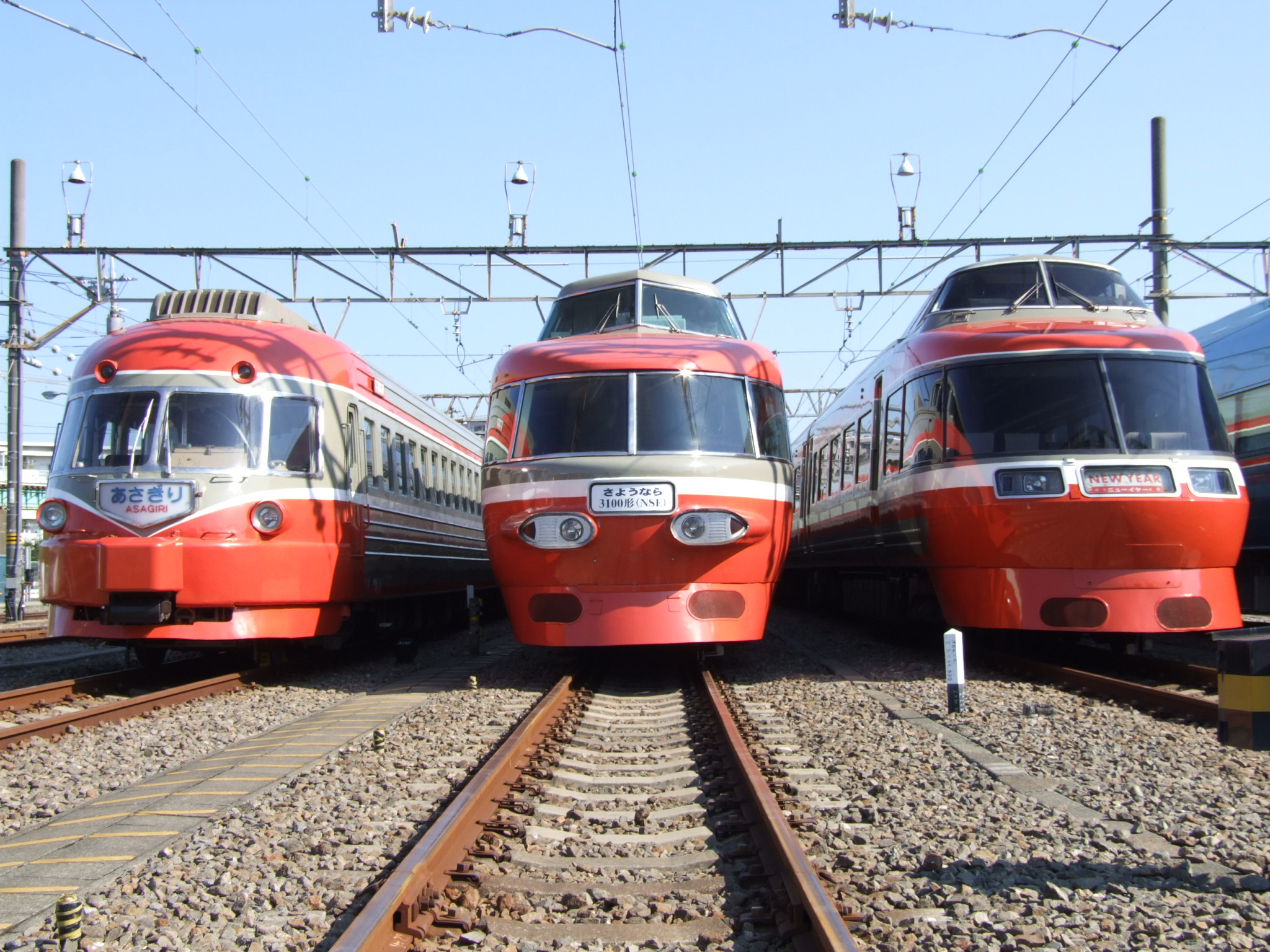
3000, 3100 und 7000 Serien Romancecar Züge, von links nach rechts, in traditionellen Farben
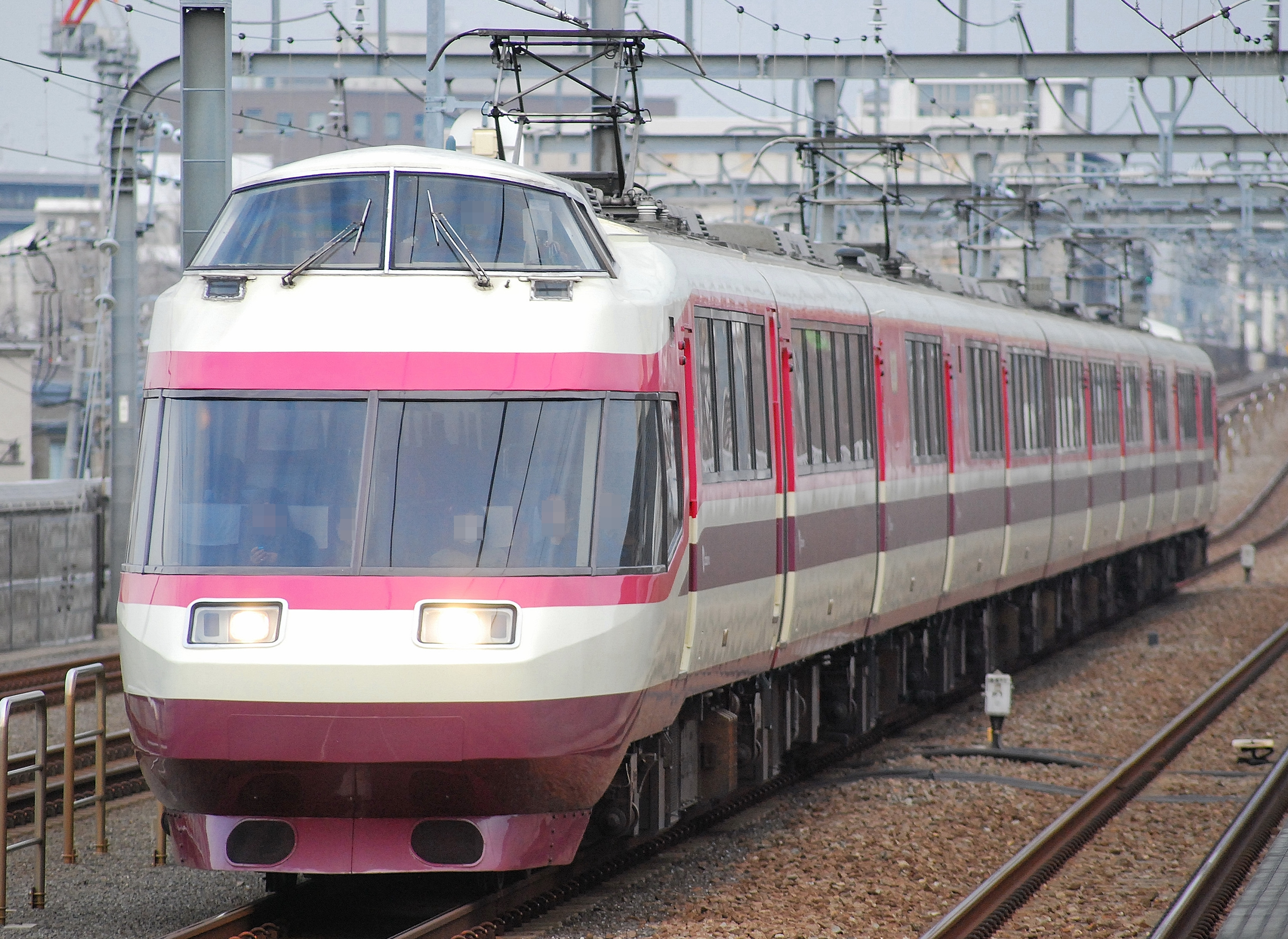
10000 Serie HiSE Romancecar
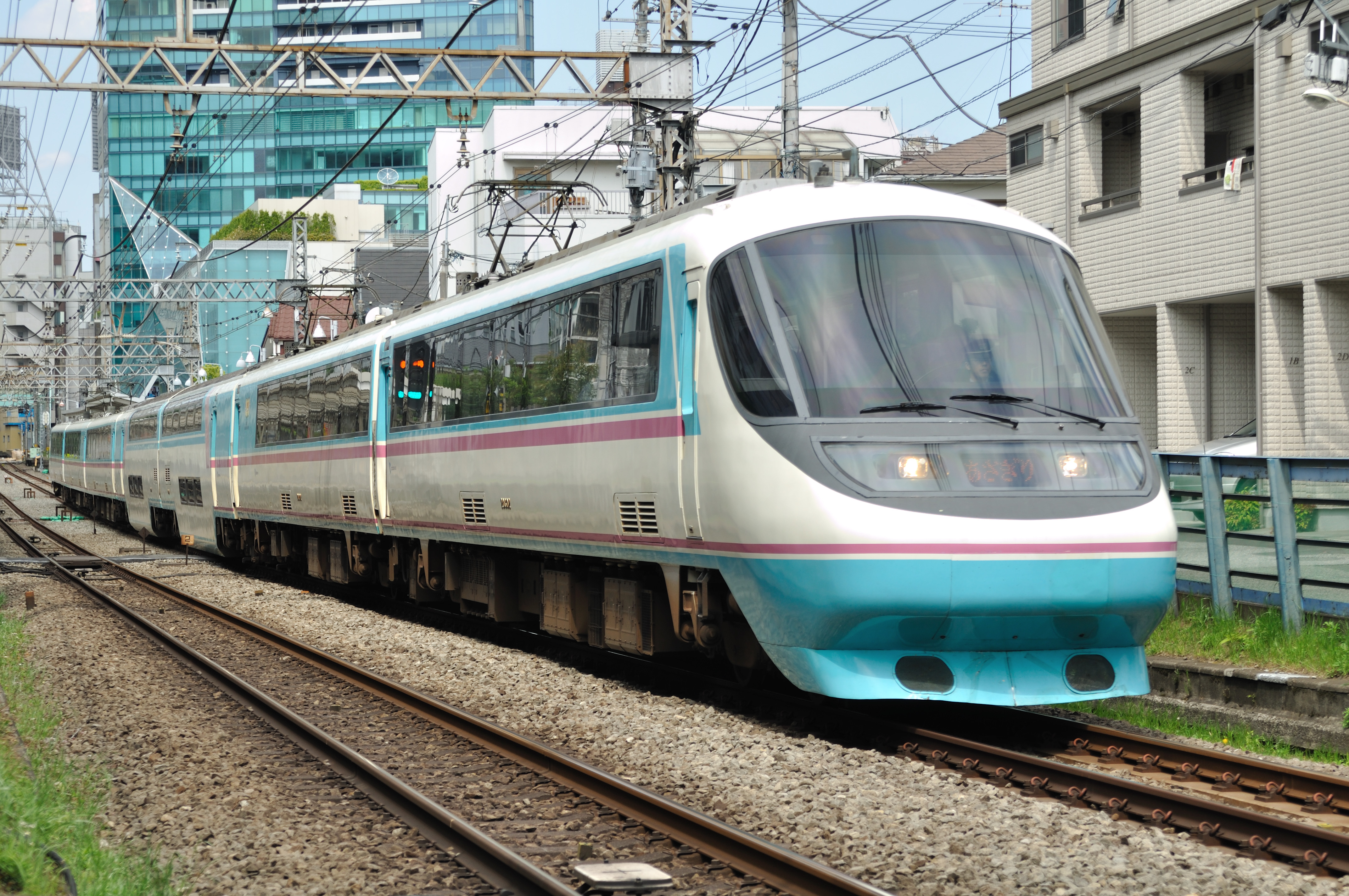
20000 Serie RSE
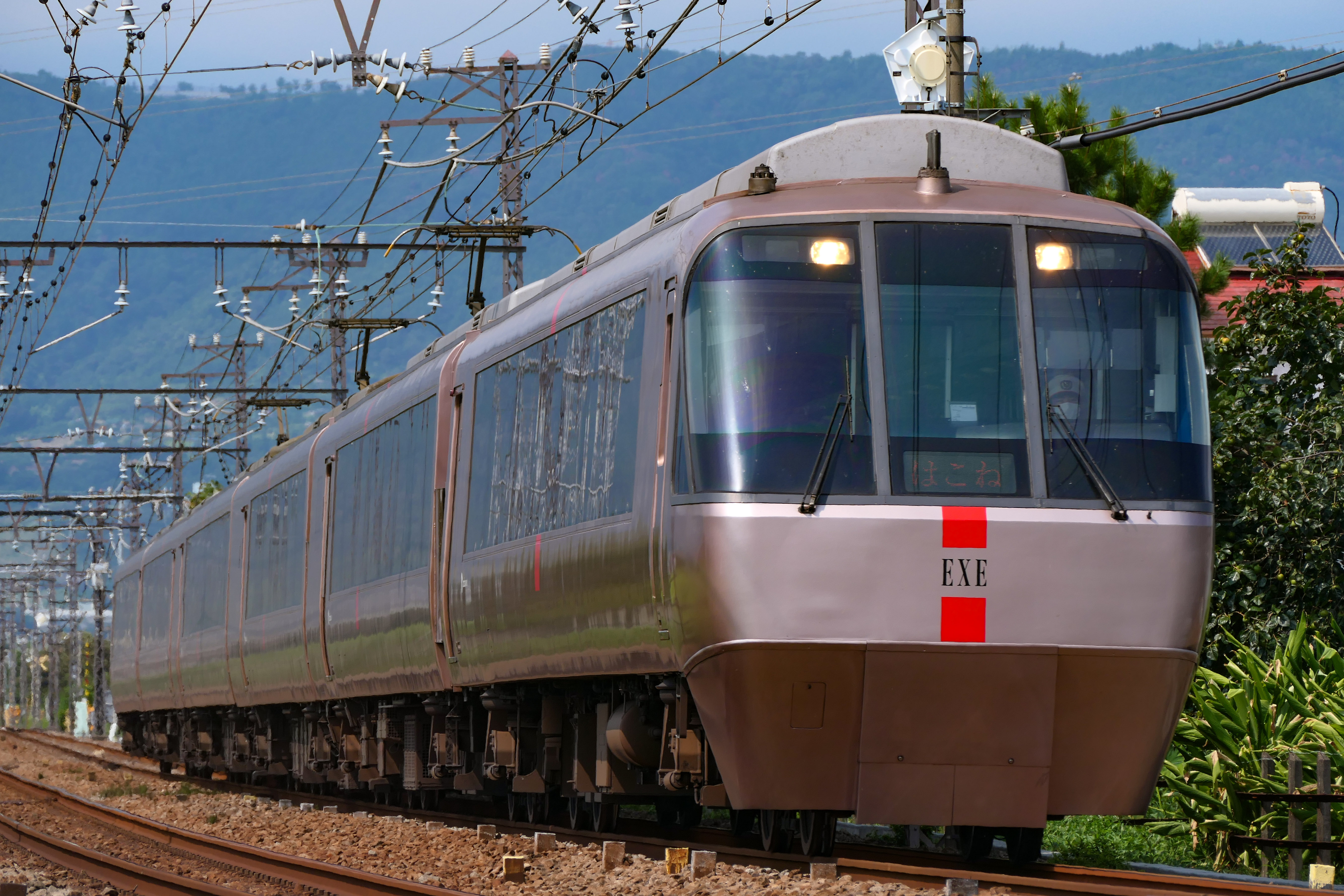
30000 Serie EXE
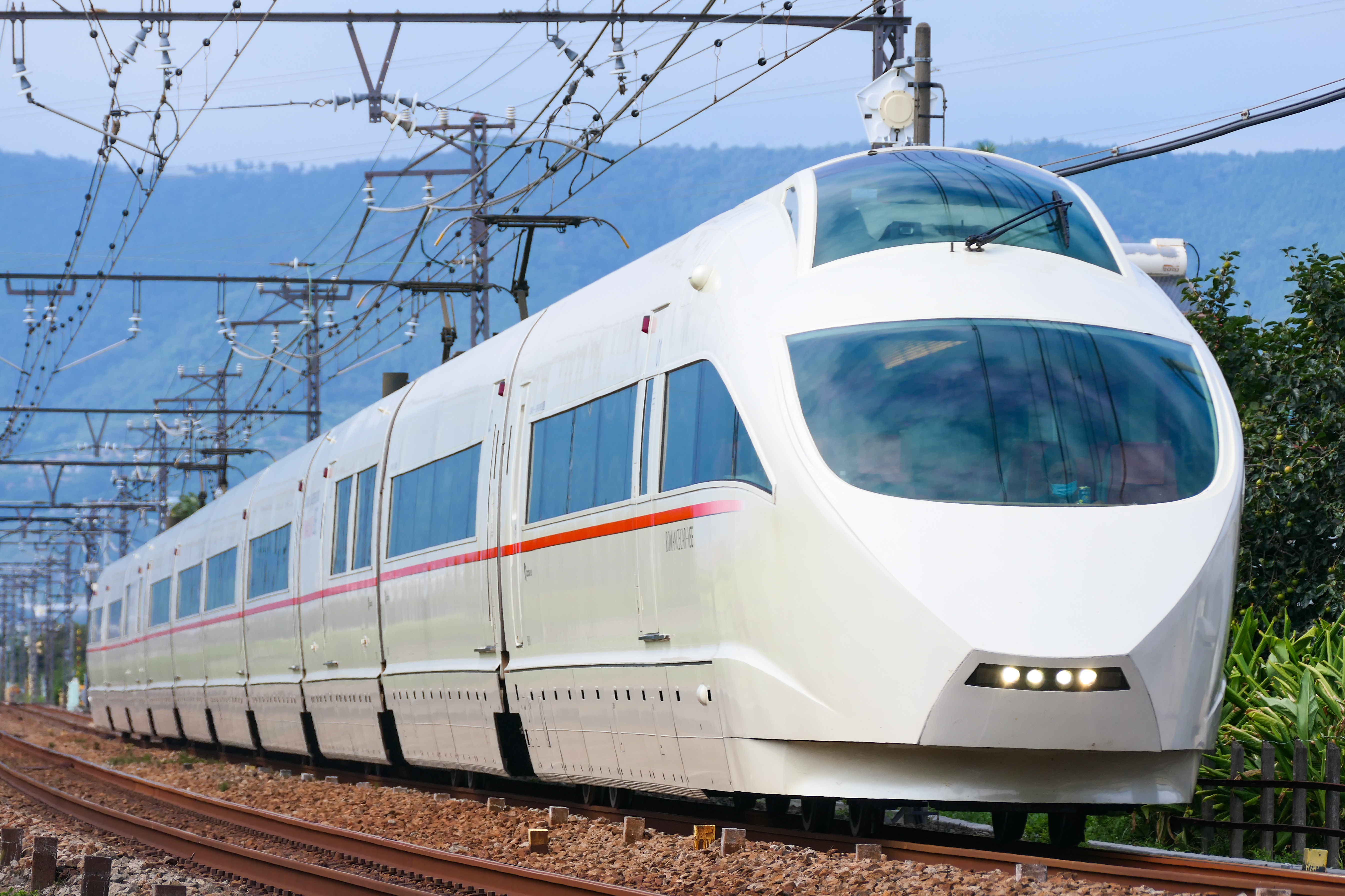
50000 Serie VSE
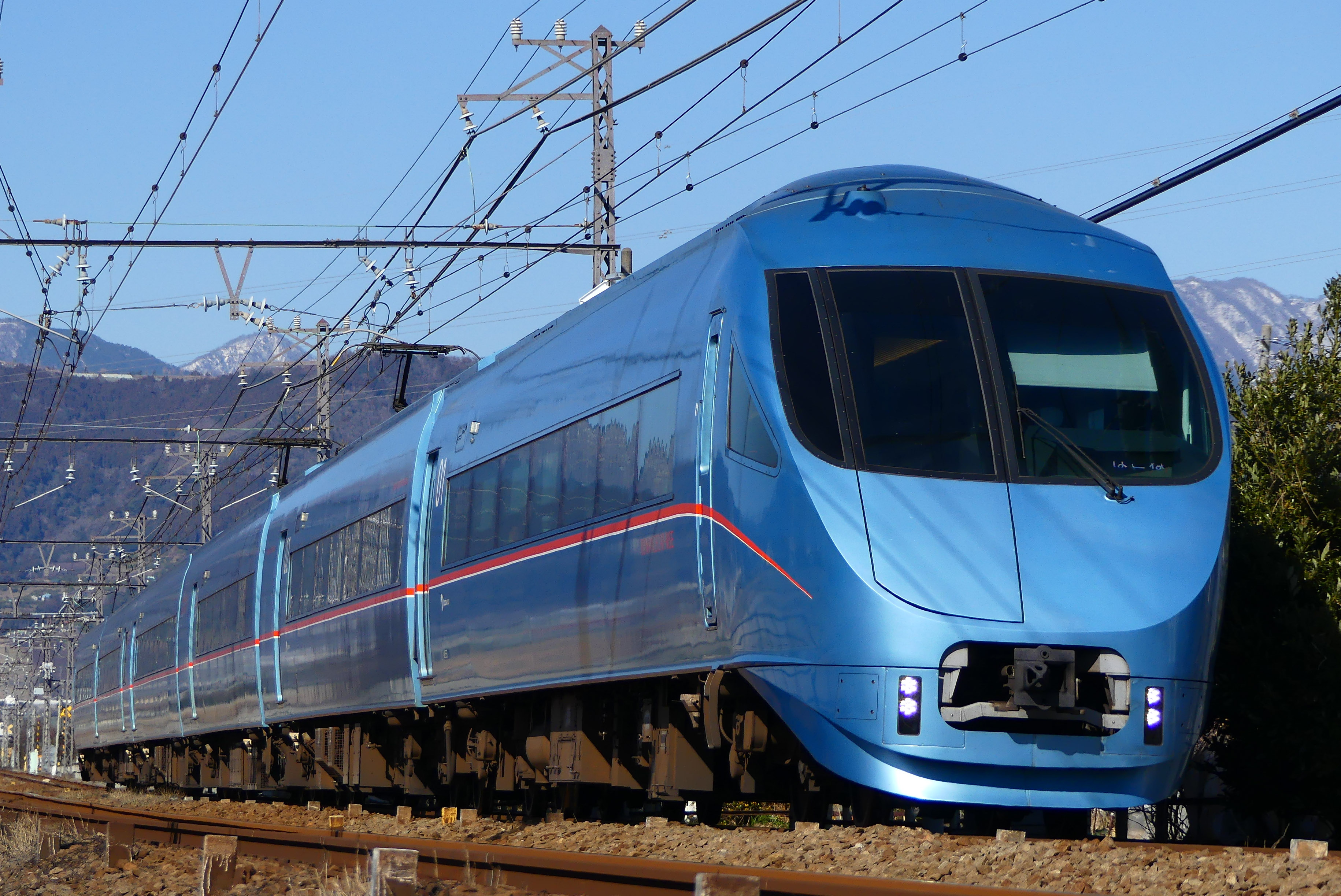
60000 Serie MSE
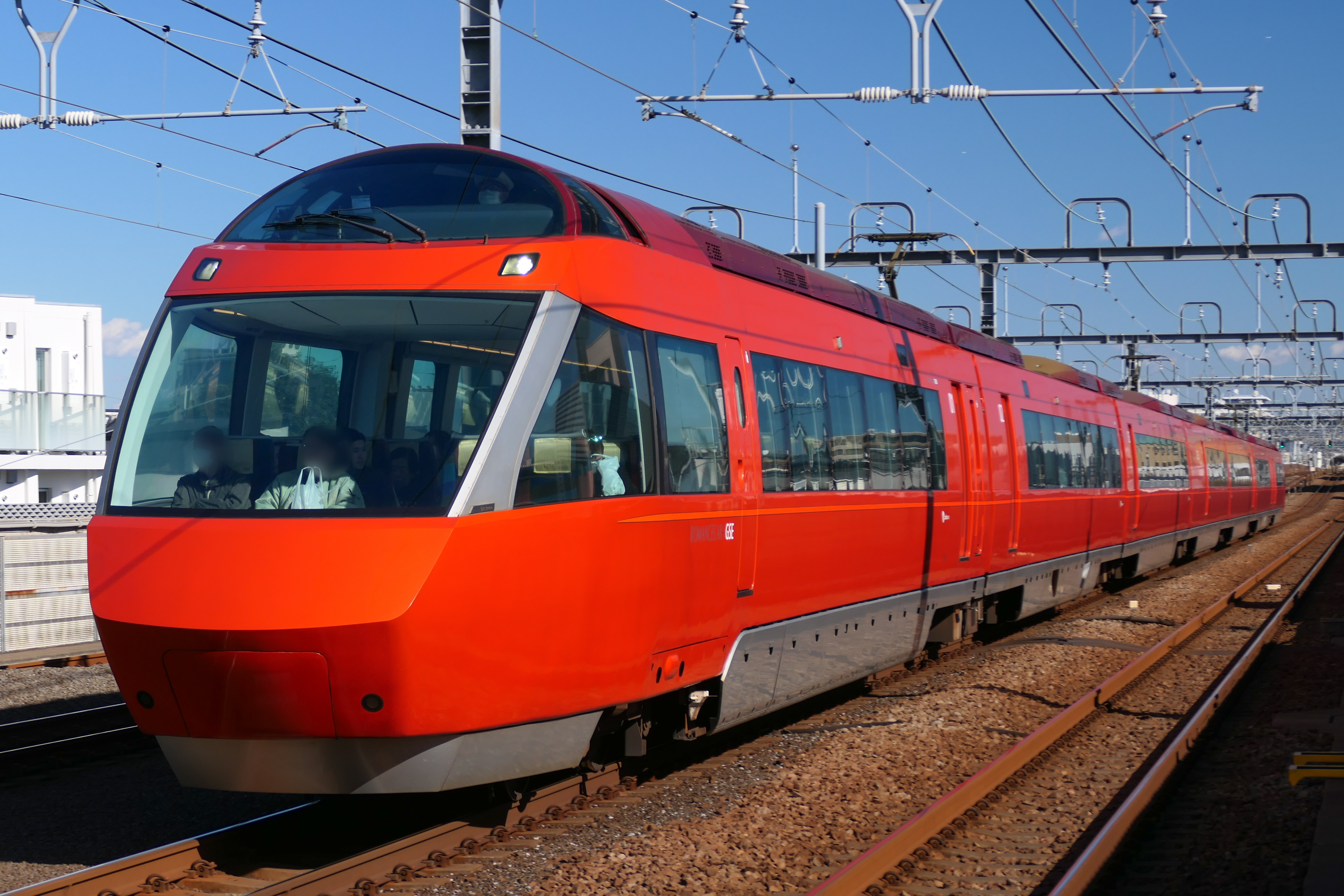
70000 Serie GSE

## In der Popkultur
- Open Me!, das Serienfinale von Ultra Q, zeigt eine fliegende Odakyu-Baureihe 3100 namens The Train In The Vary Dimension. Sie reist mit ihren Passagieren in eine Taschendimension, einen Ort, an dem die Insassen von den Härten und Kämpfen des täglichen Lebens befreit sind. Doch bei der Rückkehr sind die Insassen für immer dem Wahnsinn verfallen und können nicht mehr zurückkehren.
- Romansu (Round Trip Heart), ein japanischer Film von 2015 über eine Zugbegleiterin, die auf Romancecar-Diensten zwischen Shinjuku und Hakone arbeitet.
- In Band 21 des Mangas Jujutsu Kaisen zeigt die persönliche Technik des Charakters Kinji Hagari namens Sitetsu Junai Ressha mehrere Stationsnamen der Odakyu Odawara Line.

## Weiterführende Literatur
- Kazuyuki Yamashita: 小田急ロマンスカーの足跡. (deutsch: Geschichte des Odakyu Romancecar). In: Japan Railfan Magazine. 36. Jahrgang, Nr. 422. Koyusha Co., Ltd., Japan Juni 1996, S. 30–46 (japanisch).